# Новогольеланское сельское поселение
Новогольеланское сельское поселение — муниципальное образование в Грибановском районе Воронежской области.
Административный центр — село Новогольелань.

## Административное деление
Состав поселения:
- село Новогольелань,
- село Новоспасовка,
- село Хомутовка.